# Hårslev Sogn (Nordfyns Kommune)
Hårslev Sogn ist eine Kirchspielsgemeinde (dän.: Sogn)
auf der Insel Fyn (dt.: Fünen)
im südlichen Dänemark. Bis 1970 gehörte sie zur Harde Skovby Herred im damaligen Odense Amt, danach zur Søndersø Kommune im Fyns Amt, die im Zuge der Kommunalreform zum 1. Januar 2007 in der Nordfyns Kommune in der Region Syddanmark aufgegangen ist. Am 1. Oktober 2010 wurde der ehemalige Kirchenbezirk Padesø Kirkedistrikt im Hårslev Sogn mit der Abschaffung der dänischen Kirchenbezirke ein selbständiges Sogn Padesø Sogn.
Im Kirchspiel leben 1228 Einwohner, davon 339 im Kirchdorf (Stand: 1. Januar 2023). Im Kirchspiel liegt die Kirche „Hårslev Kirke“.
Nachbargemeinden sind im Nordwesten Ore Sogn, im Norden Skovby Sogn, im Nordosten Guldbjerg Sogn, im Osten Særslev Sogn und Veflinge Sogn, ferner in der südlich benachbarten Assens Kommune Vissenbjerg Sogn und der westlich benachbarten Middelfart Kommune Fjelsted Sogn.